# 青柳直樹
青柳 直樹（あおやぎ なおき、1979年8月22日 - ）は、日本の実業家。newmo株式会社 代表取締役CEO。

## 略歴
東京都港区出身。慶應義塾志木高等学校卒業、2002年慶應義塾大学総合政策学部卒業後、ドイツ銀行勤務を経て、2006年6月グリー入社。
- 2006年
  - 7月 - グリー株式会社 取締役就任（2016年9月任期満了に伴い退任）。
- 2008年
  - 1月 - グリー株式会社 取締役CFO就任。
- 2011年
  - 1月 - 米国子会社GREE International, Inc. CEO（グリー株式会社 国際事業本部長）就任。
- 2014年
  - 9月 - グリー株式会社 事業統括本部長就任。
- 2017年
  - 11月 - 株式会社メルペイ 代表取締役就任[2]。
  - 12月 - 株式会社クラウドワークス 社外取締役就任[3]。
- 2021年
  - 4月 - 株式会社メルコイン 代表取締役CEO就任[4]。
  - 6月 - atama plus株式会社 アドバイザー就任[5]。
- 2022年
  - 1月 - 株式会社メルカリ 上級執行役員 SVP Japan（メルカリグループ日本事業責任者）就任[6]（2023年12月退職[7]）。
- 2024年
  - 1月
    - 株式会社Coral Capital 社外アドバイザー就任[8]。
    - newmo株式会社を創業[9]。